# 스페셜솔져
《스페셜솔져》(영어: Special Soldier)는 넥슨 웰게임즈에서 출시한 1인칭 슈팅 게임이다. 2015년 FPS 게임 1위로 등급 되었지만 현재 2020년 7월 10일에 서비스를 종료 되고 말았다.

## 역사
웰게임즈가 최초 제작을 하였고. 추후 넥슨이 게임에 관한 운영권을 약 200억원에 구입하여 2020년 7월 10일까지 운영했다.

## 코믹스
- 스페셜솔져 코믹스(1~20권)
- 스페셜솔져 생존탐험대(1~8권)

## 서비스 종료
2020년 7월 10일, 넥슨에서는 스페셜솔져의 서비스를 종료하기로 결정하였고, 현재는 서비스 종료된 상태이다.